# هوفهانس غوهاريان
هوفهانس غوهاريان (بالأرمنية: Հովհաննես Գոհարյան)‏ (مواليد 18 مارس 1988 في غافار) لاعب كرة قدم أرميني دولي يجيد اللعب في خط الهجوم . يلعب حاليا لصالح نادي بيونيك الأرميني منذ 2010 .

## روابط خارجية
- هوفهانس غوهاريان على موقع قاعدة بيانات كرة القدم.إي يو (الإنجليزية)
- هوفهانس غوهاريان على موقع ناشيونال فوتبول تيمز (الإنجليزية)
- هوفهانس غوهاريان على موقع Soccerway.com (الإنجليزية)
- هوفهانس غوهاريان على موقع عالم كرة القدم.نت (الإنجليزية)